# Ванькина Речка
Ванькина Речка — река в России, протекает по Каргасокскому району Томской области. Устье реки находится в 957 км по правому берегу реки Васюган. Длина реки составляет 17 км. Приток — Елейгай.

## Данные водного реестра
По данным государственного водного реестра России относится к Верхнеобскому бассейновому округу, водохозяйственный участок реки — Васюган, речной подбассейн реки — Васюган. Речной бассейн реки — (Верхняя) Обь до впадения Иртыша.